# Wegweiser (Ballenstedt)

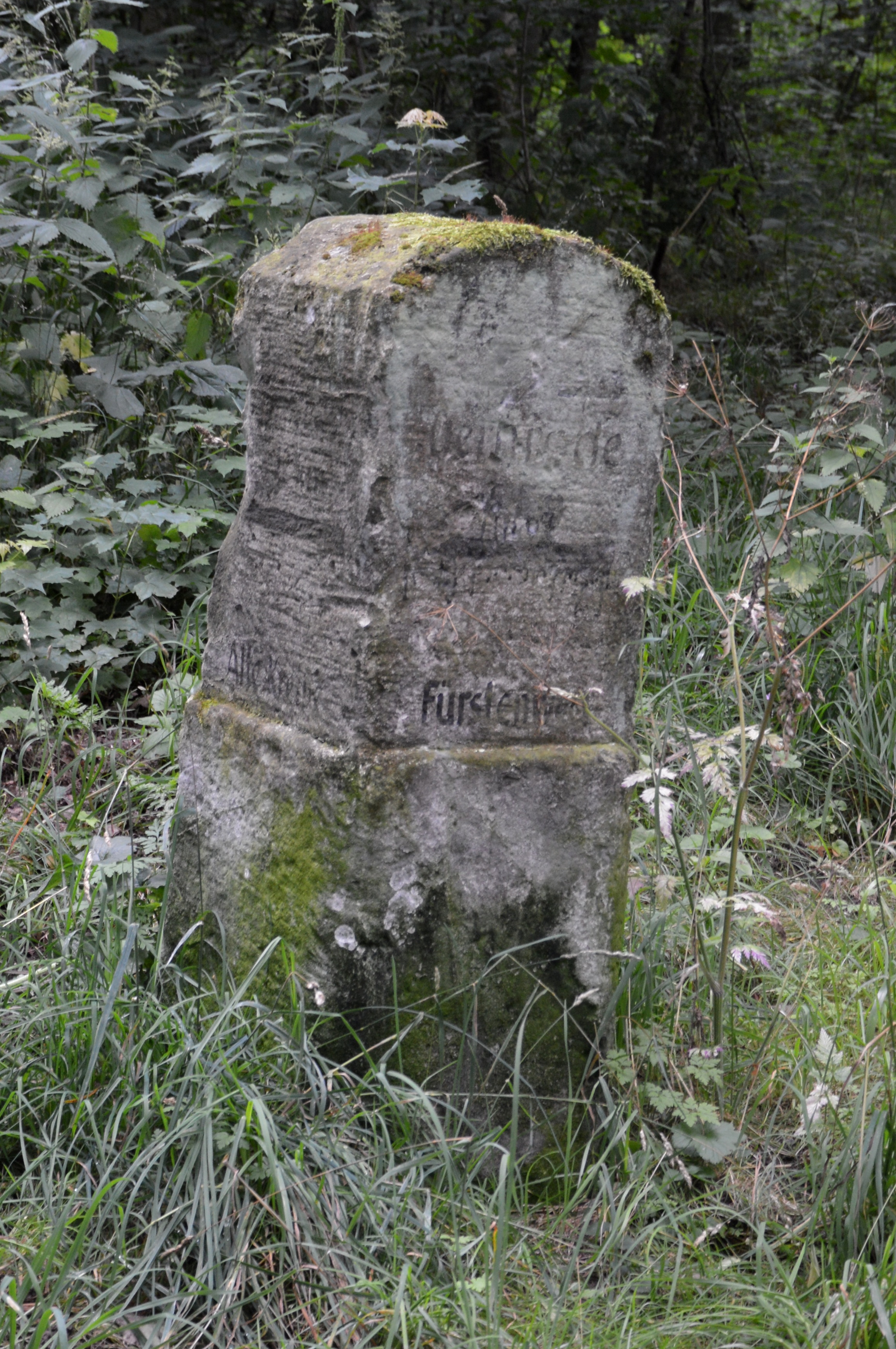
Wegweiser

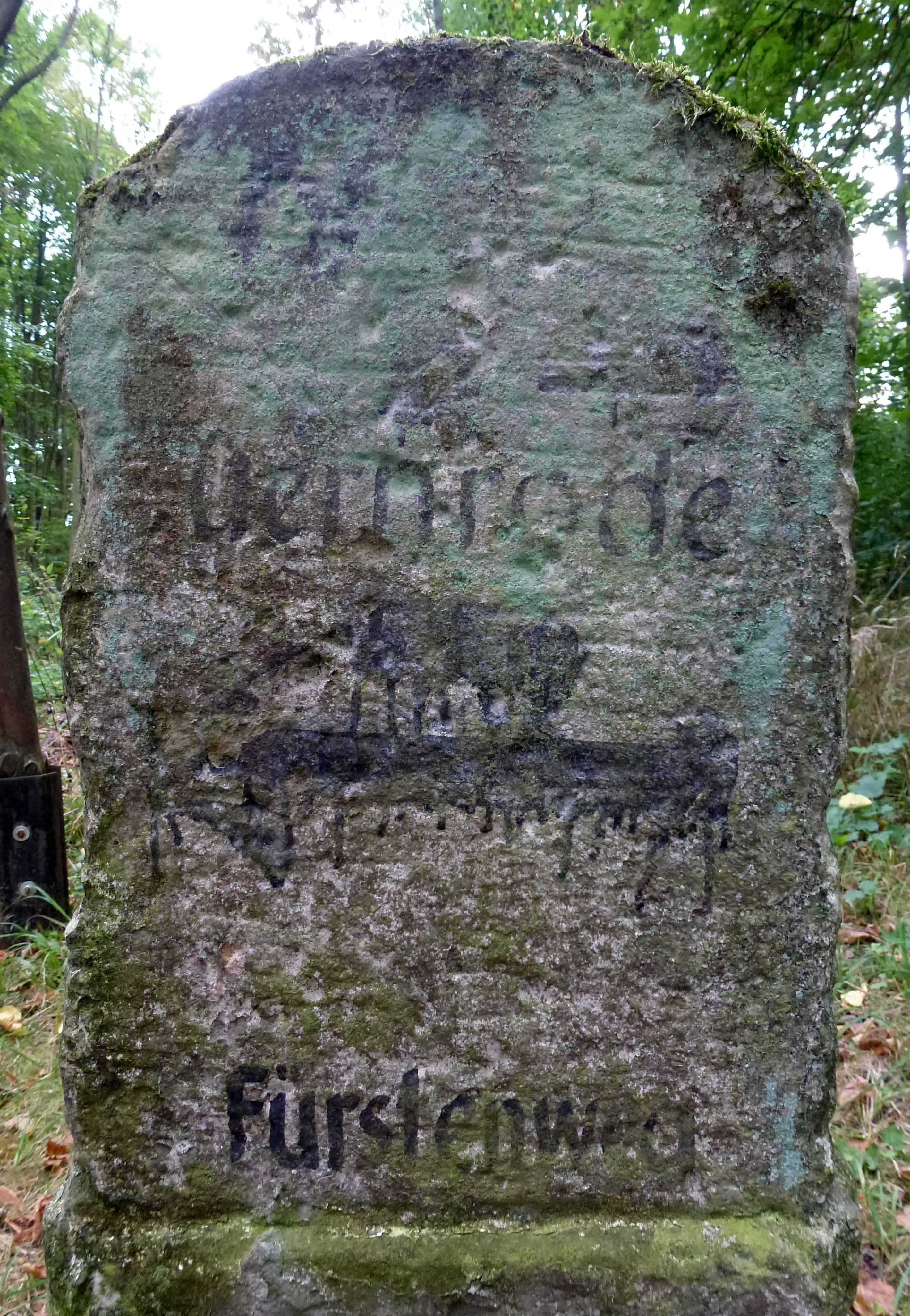
Beschriftung der Frontseite, 2016

Der Wegweiser ist ein denkmalgeschützter Wegweiser in der Stadt Ballenstedt in Sachsen-Anhalt.

## Lage
Er befindet sich am westlichen Ausgang des Schlossparks Ballenstedt am Fürstenweg in Richtung Gernrode an der Kreuzung mit dem Weg Alte Kreipe. Auf dem Fürstenweg verläuft hier auch der Selketalstieg.

## Gestaltung und Geschichte
Der Wegweiser wurde vermutlich Anfang des 20. Jahrhunderts aufgestellt. Er ist als Sandsteinpfeiler gestaltet auf den, heute bereits erheblich verwittert, Richtungs- und Entfernungsangaben für Gernrode, Alexisbad und Ballenstedt aufgeführt sind.
Im Einzelnen sind ausgewiesen:
Alexisbad (unleserlich)

12 km

<–––

Alte Kreipe

Gernrode

unleserlich

unleserlich

Fürstenweg

Im örtlichen Denkmalverzeichnis ist der Wegweiser unter der Erfassungsnummer 094 50358 als Kleindenkmal verzeichnet.